# Juan Cardenas

Crisis theologica, 1694

Juan Cardenas (Siviglia, 1613 – 6 giugno 1684) è stato un teologo spagnolo. Fu ammesso nella società di Gesù a quattordici anni e fu rettore, maestro dei novizi e provinciale. Scrisse vari trattati ascetici e fu lodato da Alfonso Maria de' Liguori.

## Opere
- (LA) Juan de Cardenas, Crisis theologica, Venetiis, Nicolò Pezzana, 1694. URL consultato il 10 aprile 2015.